# Can Batlle (Sant Celoni)
Can Batlle és una masia al nucli de Vilardell al terme municipal de Sant Celoni (Vallès Oriental) catalogat a l'Inventari del Patrimoni Arquitectònic de Catalunya.

## Història
La casa senyorial ja existia el 1360. El nom prové d'Antoni Batlle, que n'era el propietari el 1553. La nissaga dels Batlle en va quedar propietari fins a la primeria del segle xix.
La data de construcció de l'edifici actual és desconeguda, però és un estil de casa pairal bastant de corrent en el segle xix. Aquesta però ha sofert transformacions i s'hi han afegit altres edificacions petites al costat. S'hi va crear una granja escola, portada per gent jove que porta a terme aquestes activitats. La casa doncs s'ha transformat l'interior per a poder acollir-hi la gent.
És un conjunt d'edificacions. La casa principal consta de planta baixa i dos pisos. La teulada és inclinada i la façana és de composició simètrica. La planta baixa té dues finestres d'arc pla i un aporta d'arc escarser, les altres plantes tenen balcons, la façana acaba amb una cornisa i en el centre hi ha un tros de balustrada amb un rellotge de sol al mig i descolorit.